# Seponh
Sepone (có khi viết là Xepon) là một huyện (muang, mường)  thuộc tỉnh Savannakhet ở Nam Lào .